# 蓋爾·卡古達
蓋爾·卡古達（法語：Gaël Kakuta，1991年6月21日—），是一名擁有刚果民主共和国血統的法国職業足球員，司職翼鋒、前鋒，現效力法乙俱乐部艾米恩斯。剛果民主共和國國家足球隊成員。

## 生平

### 球會
早年
卡古達於9歲進入距離里爾40公里外的朗斯，加入了球隊的少年訓練營。2007年，當時年僅16歲的卡古達為朗斯一線隊出場，從而成為了朗斯俱樂部歷史上最年輕的出場球員。朗斯近年來擅長出產左腳球員，目前效力於英超的阿蘇·艾確圖、比赫積都是出身於朗斯，而可以擔任左邊鋒，前鋒的卡古達被認為是其中最為出色的一個。
車路士;
在2007年的夏天，卡古達得到了車路士的青睞，而當時藍軍只是向朗斯賠償了2萬英鎊。卡古達在車路士青年隊取得的成績讓人驚艷。在加盟後的第一年，卡古達迅速融入了球隊，在24場比賽(其中4次替補)中取得12個入球，14次助攻，成為當季球隊最佳射手。此外，他以16歲的年齡參加了車路士預備隊的比賽，並取得過進球。季末，卡古達獲得了由青年隊工作人員和球員共同評選的年度最佳青年球員獎項，並在7月順利得到了之前預簽的人生第一份職業合約。當年，車路士青年隊在他的協助下打入英格蘭足總青年盃決賽，只是在決賽中輸給曼城。值得一提的是，那一屆曼城青年隊的領軍人物是本土前鋒史杜歷治─如今已是卡古達在車路士的隊友。
2009年9月3日，國際足球協會宣布車路士因在2007年私下接觸球員而被罰款78萬歐元，禁止在未來的兩個轉會窗收購球員，而卡古達將被禁賽4個月。車路士上訴到國際體育仲裁院，最終車路士於2010年2月宣佈上訴成功。
2009年9月1日，車路士領隊安察洛堤把他提升上一線隊。11月21日，卡古達於聯賽對陣狼隊的賽事中首次上陣，以後備身份入替安歷卡。12月8日，卡古達首次在歐洲聯賽冠軍盃上陣，在對尼科西亞的賽事中後備入替波連尼，成為了車路士史上最年輕在歐洲聯賽冠軍盃上陣的球員。
2010年12月21日，車路士宣佈成功與卡古達簽下4年半新約，合約期至2015年。2011年1月26日卡古達獲借用到另一支倫敦英超球隊富咸直到球季結束。
2011年8月31日，英超球隊保顿宣布租借卡古達半个赛季至2012年1月1日，期間僅在聯賽4次後補上陣，但在英格蘭聯賽盃淘汰射入1球。
2012年1月12日，法甲球隊迪安FCO宣布租借卡古達至半个赛季結束。

### 國家隊
2008年的夏天，卡古達以法國U-17絕對主力的身份參加歐洲U-17足球錦標賽，他協助球隊打入決賽，可惜以0-4慘敗於西班牙。2010年，卡古達代表法國U-19出戰歐洲U-19足球錦標賽，卡古達在整項賽事中攻入兩球，交出兩次助攻，協助球隊赢得冠軍，他出色的表現也赢得該賽事的金球獎。

## 榮譽
法國國家隊
- 歐洲U-19足球錦標賽 冠軍：2010年

個人
- 歐洲U-19足球錦標賽 金球獎：2010年

## 外部連結
- 車路士官方 卡古達檔案
- ESPN Profile （页面存档备份，存于）